# Alejandro de la Sota Eizaguirre
Alejandro de la Sota Eizagirre (también escrito Izagirre) (Castro-Urdiales, 1881-España, 8 de febrero de 1963) fue un futbolista español que jugó como delantero en el Athletic Club. Fue una de las figuras más importantes en la historia temprana del Athletic, habiendo sido uno de sus cofundadores en 1901, así como capitán del equipo, y luego sirviendo como el séptimo presidente del club, gobernando entre 1911 y 1917, convirtiéndose en uno de los presidentes más exitosos e influyentes del club vasco.
Bajo el liderazgo de De la Sota, el Athletic Bilbao logró sus mayores éxitos económicos y deportivos, convirtiéndose en un equipo dominante a nivel nacional, ganando tres títulos consecutivos de Copa del Rey entre 1914 y 1916. Uno de sus principales logros fue conseguir los fondos para la construcción del Estadio de San Mamés, inaugurado en 1913 y muy importante en la supremacía del club en la década de 1910.

## Carrera como jugador
Nacido en Castro-Urdiales, Cantabria en el seno de la familia más rica e influyente del País Vasco y de todos los Pirineos: los De la Sota. Estuvo presente en la histórica reunión en el café García de la Gran Vía el 5 de septiembre de 1901, estando entre los 33 socios (cofundadores) del primer club de Bilbao, el Athletic Club. Fue entonces uno de los primeros futbolistas de la recién creada selección vasca. Junto a Juan Astorquia, Raymond Cazeaux, William Dyer y Walter Evans, formó parte del equipo (Bizcaya, combinación de jugadores del Athletic Club y Bilbao FC) que ganó el primer campeonato nacional disputado en España, la Copa de la Coronación de 1902, precursora de la Copa del Rey. De la Sota jugó los cuartos de final contra el Club Español y las semifinales contra el New Foot-ball Club, pero se perdió la final en la que el conjunto vasco derrotó al FC Barcelona por 2-1.
También formó parte del histórico equipo del Athletic que ganó la primera Copa del Rey en 1903, en la que De la Sota contribuyó decisivamente, anotando el gol de la victoria en la final en una remontada por 3-2 sobre el Madrid FC (ahora conocido como Real Madrid). En la final de la Copa del Rey de fútbol 1904, el Athletic fue declarado vencedor nuevamente después de que sus oponentes no se presentaran. También participó en la final de la Copa del Rey de fútbol 1905 contra el Madrid FC, que perdieron 1-0. Entre 1902 y 1905, disputó cinco partidos de competición, en los que marcó dos goles.

## Familia
La familia De la Sota era la más rica de toda la costa del Golfo de Vizcaya. La familia era propietaria de barcos, accionistas de bancos y seguro s, con importantes activos en Altos Hornos, la mayor empresa de España durante gran parte del siglo XX. Eran también propietarios de los periódicos deportivos bilbaínos Excelsior y Excelsius, y de magníficas mansiones y manzanas enteras en Bilbao. Además, fueron sostén económico de lo que sería el Partido Nacionalista Vasco, en el que afianzaron una filosofía que ya se había cosido en el Athletic, la conocida como cantera, que resonaba sobre la idea de no utilizar extranjeros, sólo vascos. Su familia, además de amasar riqueza, patrocinó numerosas organizaciones culturales y nacionales vascas, destinando una cuarta parte de sus beneficios a sus diversas iniciativas. Los gobiernos español y de otros países europeos los consideraban uno de los magnates más influyentes de la región vasca.

## Presidente
Tras finalizar su carrera futbolística, De la Sota siguió dedicándose a su club y se convirtió en el séptimo presidente del Athletic en 1911. Habiendo estudiado sus tradiciones vascas, De la Sota las continuó y las plasmó en su club, implicándose directamente en la creación del concepto de «cantera», y así, la participación en el equipo pasó a ser exclusivamente para jugadores desarrollados en Vizcaya (posteriormente extendida al País Vasco en general). El Athletic siguió esta tradición de utilizar sólo jugadores locales durante más de cien años, una política del club que sobrevivió hasta el siglo XXI, superando la guerra civil española y sus secuelas de purgas, la avalancha y tendencia de contratación extranjera en los años 1950 y el cambio de la peseta al euro.
De la Sota, que tenía muchos conocidos en los círculos superiores de la sociedad vasca, consiguió el apoyo de su familia para la construcción del club: bajo su mandato, el número de socios del club aumentó varias veces. Además, consiguió fondos para la construcción de un nuevo estadio en Bilbao, el más grande de España en aquel momento, que se inauguró en agosto de 1913. El Estadio de San Mamés tenía capacidad para casi cuarenta mil personas y era famoso por el ambiente único y bullicioso que sus multitudes de fanáticos devotos y leales creaban los días de partido. El estadio está considerado como una de las principales fuentes de poder que ayudaron al club a crecer en la década de 1910, reuniendo un gran equipo que contaba con jugadores como José María Belauste, Félix Zubizarreta y Pichichi, ganando tres títulos consecutivos de la Copa del Rey entre 1914 y 1916, superando a equipos como el RCD Español y el Madrid FC en los dos últimos por puntuaciones de 5-0 y 4-0 respectivamente.
Durante la guerra civil española se perdió el rastro de De la Sota, luego de la expropiación de todos los bienes de la familia De la Sota y la persecución de ellos por parte del gobierno español, con referencias luego afirmando su fallecimiento en 1963.

## Honores
- Copa de la Coronación: 1902
- Copa del Rey: 1903, 1904
  - Subcampeón: 1905